# أليساندرو سالفيو
أليساندرو سالفيو (1570 - 1640) لاعب شطرنج إيطالي ويعتبر أحد أفضل اللاعبين في زمانه، قام بتأسيس مدرسة شطرنج في نابولي.

## افتتاحيات
يوجد اسم سالفيو في العديد من الافتتاحيات :
- غامبت سالفيو: 1e4 e5 2. f4 exf4 3. Nf3 g5 4. Bc4 g4 5. Ne5
- غامبت سالفيو-كوكرين: 1e4 e5 2. f4 exf4 3. Nf3 g5 4. Bc4 g4 5. Ne5 Qh4+ 6. Kf1 f5
- تفرع سالفيو-بوليريو في غامبت كيزيريتسكي: 1e4 e5 2. f4 exf4 3. Nf3 g5 4. h4 g4 5. Ne5 Be7

وكلها تفرعات في غامبت الملك مقبول.

## كتب
كتب سالفيو العديد من الكتب حول الشطرنج:
- "Trattato dell'Inventione et Arte Liberale del Gioco Degli Scacchi" نشر سنة 1604 في نابولي وأعيدت طباعته في 1634.
- "La Scaccaide" ظهر في نابولي عام 1612 ثم 1618، ضاع هذا الكتاب ولم تبق منه نسخة ومعروف عنه اقتباسه من اللاعب بيترو كاريرا.
- "Il Puttino" ظهر في 1634، سيرة روائية لحياة اللاعبين باولو بوي وليوناردو دا كوتري.

## روابط خارجية
- أليساندرو سالفيو على موقع مباريات الشطرنج (الإنجليزية)
- (بالإنجليزية) جايكوب سارات: أعمال داميانو، روي لوبيز وسالفيو في لعبة الشطرنج